# Medicine (Bring Me the Horizon)
Medicine è un singolo del gruppo musicale britannico Bring Me the Horizon, pubblicato il 3 gennaio 2019 come terzo estratto dal sesto album in studio Amo.

## Descrizione
Fortemente differente dallo stile del precedente singolo, il brano è stato così descritto dal tastierista Jordan Fish: 
Successivamente Fish ha dichiarato che il brano fa riferimento al divorzio del cantante Oliver Sykes dalla sua prima moglie.
Sempre secondo Fish, la canzone è un misto di elettronica ed «elementi più radiofonici».

## Video musicale
Il videoclip del brano è stato diretto da Oliver Latta e prodotto da Bruno León, mentre le animazioni 3D, presenti per tutta la durata del video, sono state realizzate da Extraweg.

## Tracce
1. Medicine – 3:47

## Formazione
Gruppo
- Oliver Sykes – voce
- Lee Malia − chitarra
- Jordan Fish − programmazione, cori
- Matthew Kean − basso
- Matthew Nicholls − batteria

Produzione
- Jordan Fish − produzione
- Oliver Sykes − produzione
- Romesh Dodangoda − ingegneria del suono
- Daniel Morris − assistenza tecnica
- Alejandro Baima − assistenza tecnica
- Francesco Cameli − assistenza tecnica
- Dan Lancaster − missaggio
- Rhys May − assistenza al missaggio
- Ted Jensen − mastering

## Classifiche
| Classifica (2019)          | Posizione massima |
| -------------------------- | ----------------- |
| Regno Unito                | 42                |
| Regno Unito (rock & metal) | 2                 |
| Scozia                     | 56                |
| Stati Uniti (rock)         | 9                 |